# Fulque IV de Anjou
Fulque IV (em francês:  Foulques IV; 1043 — 14 de abril de 1109), chamado de le Réchin, foi o Conde de Anjou de 1068 até sua morte. O apelido pelo qual é normalmente referido não tem tradução certa. Filólogos fizeram várias sugestões muito diferentes, incluindo "briguento", "rude", "taciturno", "grosseiro" e "heroico".

## Início de vida
Fulque, nascido em 1043, era o filho mais novo de Godofredo II de Gâtinais (também conhecido como Aubri), e Ermengarda de Anjou. Ermengarda era uma filha de Fulque, o Preto, conde de Anjou, e a irmã de Godofredo Martel que precedeu Fulque e seu irmão Godofredo como Conde de Anjou.

## Conde de Anjou
Quando Godofredo Martel morreu sem herdeiros diretos deixou Anjou a seu sobrinho Godofredo III de Anjou, irmão mais velho de Fulque, le Réchin. Fulque lutou com seu irmão, cujo governo foi considerado incompetente, e o capturou em 1067. Sob pressão da Igreja, libertou Godofredo. Os dois irmãos logo romperam para lutar novamente, e no ano seguinte Godofredo foi novamente preso por Fulque, desta vez para sempre. O território substancial foi perdido durante o controle angevino devido às dificuldades resultantes do pobre reinado de Godofredo e a guerra civil subsequente. Saintonge foi perdida, e Fulque tinha que dar Gâtinais a Filipe I de França para aplacar o rei. Muito do governo de Fulque foi dedicado a recuperar o controle sobre o baronato angevino, e uma luta complexa com a Normandia pela influência no Maine e Bretanha.

## História de Anjou
Em 1096 Fulque escreveu uma história incompleta de Anjou e seus governantes intitulada Fragmentum historiae Andegavensis, ou "História de Anjou". A autoria e autenticidade deste trabalho é contestado. Apenas a primeira parte da história, descrevendo a ascendência de Fulque, é sobrevivente. A segunda parte, supostamente descrevendo o próprio reino de Fulque, não foi recuperado. Se o escreveu, é uma das primeiras obras medievais da história escrita por um leigo.

## Sucessão
Morreu em 1109 deixando a restauração do condado, pois estava sob Godofredo Martel, aos seus sucessores.

## Família
Fulque pode ter se casado até cinco vezes; há alguma dúvida sobre o número exato ou quantas ele repudiou.
Sua primeira esposa foi Hildegarda de Beaugency. Juntos, eles tiveram uma filha:
- Ermengarda de Anjou, que se casou com Alano IV, duque da Bretanha.[2]

Após sua morte, antes ou por volta de 1070, casou-se com Ermengarda de Bourbon. Juntos, eles tiveram um filho antes de Fulque a repudiar em 1075, possivelmente em razão da consanguinidade:
- Carlos IV Martel, governado conjuntamente com ele por algum tempo, mas morreu em 1106.[2]

Por volta de 1076 casou-se com Ermengarda de Châtellailon. Ele a repudiou em 1080, possivelmente em razão de consanguinidade. Em seguida, casou-se com uma filha sem nome de Walter I de Brienne de 1080. Este casamento também terminou em divórcio, em 1087. Por último, em 1089, casou-se com Bertranda de Monforte, que aparentemente foi "sequestrada" pelo rei Filipe I de França em ou por volta de 1092. Eles tiveram um filho:
- Fulque V, "le Jeune", Conde de Anjou e Rei de Jerusalém.[2]